# Mladoňovice (okres Třebíč)
Obec Mladoňovice (starší názvy Bladonowitz, Pladnawitz, Mladonyowicze, Mladionowicz, Mladoniowicze, Mladonowitz, Ladionowitz, Mladoňowice, Ladonowitz, Ladoniowitz, Mladěňovice) se nachází v okrese Třebíč v Kraji Vysočina, přibližně 2 km na východ od Jemnice. Prochází jí silnice z Oponešic do Kdousova. Žije zde 394 obyvatel.
Sousedními obcemi sídla jsou Lhotice, Třebelovice, Slavíkovice, Kdousov, Hornice, Jemnice a Budkov.

## Geografie
Ze západu na východ přes severní část území obce prochází silnice II/152 z Jemnice do Třebelovic, ze západu na východ také prochází přes jižní část území obce silnice II/408 ze Slavíkovic do Hornic, ze severu na jih prochází přes území obce silnice z Oponešic a ze silnice II/152 do samoty Dobrá Voda a Kdousova, západně ze zastavěného území obce vychází silnice do Lhotic. Východně ze zastavěného území obce vede užitková silnice k rybníku Asuán, severně ze zastavěného území obce vede užitková silnice do Třebelovic, jižně pak užitková silnice do Slavíkovic. Ze západu na východ vede přes území obce železniční trať Moravské Budějovice–Jemnice, na území obce se však nenachází žádná železniční zastávka, nejbližší se nachází v Třebelovicích a ve Lhoticích. 
Většina území obce je využívána zemědělsky, zalesněná je severní část území obce u osady U Tří Koroptví, pak je zalesněná i oblast jižně od zastavěného území obce a území u jihozápadní hranice území obce v údolí potoka Rakovce, stejně tak i území jihovýchodního okraje území obce v údolí řeky Bihanky. Na východním okraji zastavěného území obce se nachází areál zemědělského družstva, na jižním okraji areál pily a na západním okraji zastavěného území obce se nachází průmyslový areál společnosti SWN Moravia.
Severně od území obce pramení potok Rakovec, teče jižně a těsně za severní hranicí území obce protéká přes Srubovní a Široký rybník (jedna jeho zdrojnice protéká také přes Dlouhý rybník a následně do Rakovce v Širokém rybníku ústí), dále vtéká do území obce a protéká přes Hluboký rybník, dále teče jižně mimo území obce, kam se vrací u Slavíkovic a dále tvoří část západní hranice obce, u samoty Dobrá Voda do něj ústí Mladoňovický potok a Rakovec nadále pokračuje jižně, kde do něj ústí nepojmenovaný potok protékající soustavou rybníků u Dobré Vody, následně protéká podél hranice území obce a pak tvoří část jihozápadní hranice a na jižním okraji území obce ústí do Bihanky. Jižně od osady U Tří Koroptví pramení v rybníčku Mladoňovický potok, teče dále jižně, na západním okraji zastavěného území obce se do něj vlévá ze severu tekoucí nepojmenovaný potok a následně protéká přes Mladoňovický rybník a pak ústí u Dobré Vody do Rakovce. Západní hranici obce tvoří jedna ze zdrojnic Třebelovického potoka, ta se na hranici do Třebelovického potoka vlévá a následně hranici tvoří Třebelovický potok, který posléze severně od nádrže Asuán ústí do Bihanky. Bihanka přítéká z východu, následně teče přes Asuán jižně pod hradištěm Hornice a následně do Bihanky ústí Rakovec, Bihanka pak teče dál jižně, kde po cca 5 km ústí do Želetavky. Pod hradištěm Hornice u Bihanky se nachází dvě malé nádrže.
Území obce je rovinaté, severní část území obce se však nachází v nadmořské výšce kolem 500 metrů, území kolem zastavěného území obce v nadmořské výšce kolem 450 metrů nad mořem a údolí Rakovce a Bihanky na jižním okraji území obce se nachází ve výšce kolem 400 metrů nad mořem. Těsně za severní hranicí území obce se nachází kopec Vráž (576 m), na jižním okraji území u hradiště Hornice se nachází výspy nad údolím o výšce cca 440 metrů nad mořem. U nádrže Asuán se nachází několik skalních objektů. Na jižním okraji území obce se nachází údolí Bihanky, to je hluboké cca kolem 40 metrů. 
Území obce ze severu k jihu měří cca 6 km, ze západu k východu cca 2 km, je tak nesouměrné, zastavěné území obce se nachází cca uprostřed území obce, těsně za západní hranicí území obce přiléhá zastavěné území obce Slavíkovice. Na severním okraji území obce se nachází chatová oblast u Hlubokého rybníka, u silnice II/152 se nachází osada U Tří Koroptví, jižně od zastavěného území obce se nachází osamocený areál střelnice, u silnice II/408 u hranice území obce se nachází osada Dobrá Voda, těsně za jižní hranicí území obce se nachází Tříletý mlýn a  na jižním okraji území obce nad údolím řeky Bihanky se nachází hradiště Hornice.

## Historie
První písemná zmínka o obci pochází z roku 1319, v tomto roce byly Mladoňovice darovány Janem Lucemburským Janovi z Klingenberku, v roce 1348 pak Karel IV. dal léno na Mladeňovicích a dalších vesnicích Jindřichovi z Waldsee a roku 1423 dostal léno Lipolt I. Krajíř z Krajku. Mladoňovice patřily Krajířům z Krajku (ti ve vsi postavili roku 1560 tvrz, dvůr a mlýn) až do roku 1588, kdy vdova po Václavovi Krajířovi z Krajku prodala Mladoňovice svému dalšímu manželovi Vilémovi z Roupova, ten pak vesnici prodal v roce 1616 Kateřině Říčanské ze Smiřic, v roce 1619 pak ale majitelem byl Zdeněk z Roupova. V roce 1629 byly spojeny s budkovským panstvím.
V roce 1630 však Mladoňovice i Budkov měl vlastnit Kristián Illow, ale hned roku 1634 Roupovští odkoupili panství zpět a až v roce 1666 prodal Vilém z Roupova prodal panství Budkov Matyášovi Berchtoldovi. Až roku 1841 bylo panství prodáno Františkovi Xaverovi Krakovskému z Kolovrat, následně v roce 1853 budkovský statek byl prodán Karlovi Lichtštejnskému. Následně se majitelem dvoru stal hrabě Salm Reiferscheid.
V roce 1795 byla ve vsi založena pobočka kdousovské školy, která byla roku 1887 rozšířena na dvojtřídní samostatnou školu. V roce 1900 byla ve vsi založena záložna, v témže roce byl založen odbor Národní jednoty pro jihozápadní Moravu, v roce 1911 byl založen spolek Omladina a po první světové válce pak byly založeny jednoty Sokola a Orla a Domoviny. Po skončení druhé světové války byla v obci postavena mateřská škola a vybudována kanalizace. V roce 1949 bylo v obci založeno JZD, to pak bylo roku 1975 sloučeno s JZD v Třebelovicích, to pak bylo roku 1992 privatizováno v Zemědělské družstvo Třebelovice.
V roce 2002 získaly Mladoňovice právo používat znak a prapor. V červnu roku 2019 obec oslavila 700 let od první písemné zmínky.
Do roku 1849 patřily Mladoňovice do budkovského panství, od roku 1850 patřily do okresu Dačice, pak od roku 1896 do okresu Moravské Budějovice a od roku 1960 do okresu Třebíč. Mezi lety 1980 a 1990 patřily Mladoňovice pod Třebelovice, následně se obec osamostatnila. Součástí Mladoňovic je osada Dobrá Voda a samota U tří koroptví.
| Rok            | 1869 | 1880 | 1890 | 1900 | 1910 | 1921 | 1930 | 1950 | 1961 | 1970 | 1980 | 1991 | 2001 |
| Počet obyvatel | 429  | 411  | 473  | 483  | 487  | 540  | 525  | 457  | 430  | 409  | 375  | 370  | 370  |

## Ocenění
Obec Mladoňovice v roce 2000 obdržela ocenění v soutěži Vesnice Vysočiny, konkrétně získala ocenění modrý diplom, tj. diplom za vzorné vedení obecní knihovny. Obec Mladoňovice v roce 2001 obdržela ocenění v soutěži Vesnice Vysočiny, konkrétně získala ocenění bílá stuha, tj. ocenění za činnost mládeže. Obec Mladoňovice v roce 2002 obdržela ocenění v soutěži Vesnice Vysočiny, konkrétně získala ocenění modrá stuha, tj. ocenění za společenský život. Obec Mladoňovice v roce 2004 obdržela ocenění v soutěži Vesnice Vysočiny, konkrétně získala ocenění hnědý diplom, tj. diplom za vzorné vedení kroniky+modrá stuha, tj. ocenění za společenský život. Obec Mladoňovice v roce 2006 obdržela ocenění v soutěži Vesnice Vysočiny, konkrétně získala ocenění zlatá stuha, tj. vítěz, který postoupil do celostátního kola a obec se stala Vesnicí Vysočiny.

## Politika
Od roku 1990 do konce roku 2019 byl starostou Jan Chloupek, od 1. ledna 2020 je starostou jeho syn Jan Chloupek. Bývalý starosta zůstává v obci knihovníkem.

### Volby do Poslanecké sněmovny
|       | 2006                | 2010                | 2013                | 2017                | 2021                 |
| ----- | ------------------- | ------------------- | ------------------- | ------------------- | -------------------- |
| 1.    | KDU-ČSL (34,73 %)   | ČSSD (24,1 %)       | KDU-ČSL (28,34 %)   | ANO (29,34 %)       | SPOLU (38,38 %)      |
| 2.    | ČSSD (23,68 %)      | KDU-ČSL (21,02 %)   | KSČM (17,64 %)      | KDU-ČSL (20,1 %)    | ANO (26,26 %)        |
| 3.    | ODS (17,36 %)       | TOP 09 (13,33 %)    | ČSSD (16,04 %)      | STAN (11,41 %)      | Piráti+STAN (9,09 %) |
| účast | 64,63 % (190 z 294) | 62,30 % (195 z 313) | 58,75 % (188 z 320) | 56,92 % (185 z 325) | 62,78 % (199 z 317)  |

### Volby do krajského zastupitelstva
|      | 1.                       | 2.                | 3.                | účast               |
| ---- | ------------------------ | ----------------- | ----------------- | ------------------- |
| 2000 | 4KOALICE (58,06 %)       | KSČM (17,74 %)    | SV (7,25 %)       | 46,42 % (130 z 280) |
| 2004 | KDU-ČSL (56,19 %)        | KSČM (23,8 %)     | ODS (10,47 %)     | 36,02 % (107 z 297) |
| 2008 | ČSSD (40,9 %)            | KDU-ČSL (27,27 %) | ODS (13,63 %)     | 42,58 % (132 z 310) |
| 2012 | STO (39,69 %)            | KDU-ČSL (18,32 %) | ČSSD (16,79 %)    | 43,31 % (136 z 314) |
| 2016 | ANO 2011 (23,27 %)       | KDU-ČSL (22,41 %) | STO (14,65 %)     | 36,28 % (119 z 328) |
| 2020 | ODS+STO (23,42 %)        | ANO (18,91 %)     | KDU-ČSL (18,01 %) | 35,02 % (111 z 317) |
| 2024 | ODS+TOP 09+STO (38,09 %) | ANO (28,57 %)     | KDU-ČSL (15,47 %) | 27,54 % (84 z 305)  |

### Prezidentské volby
V prvním kole prezidentských voleb v roce 2013 první místo obsadil Miloš Zeman (60 hlasů), druhé místo obsadil Jan Fischer (36 hlasů) a třetí místo obsadil Jiří Dienstbier (32 hlasů). Volební účast byla 63,78 %, tj. 199 ze 312 oprávněných voličů. V druhém kole prezidentských voleb v roce 2013 první místo obsadil Miloš Zeman (116 hlasů) a druhé místo obsadil Karel Schwarzenberg (77 hlasů). Volební účast byla 62,87 %, tj. 193 ze 307 oprávněných voličů.
V prvním kole prezidentských voleb v roce 2018 první místo obsadil Miloš Zeman (71 hlasů), druhé místo obsadil Jiří Drahoš (63 hlasů) a třetí místo obsadil Pavel Fischer (39 hlasů). Volební účast byla 65,43 %, tj. 212 ze 324 oprávněných voličů. V druhém kole prezidentských voleb v roce 2018 první místo obsadil Jiří Drahoš (113 hlasů) a druhé místo obsadil Miloš Zeman (94 hlasů). Volební účast byla 64,89 %, tj. 207 ze 319 oprávněných voličů.
V prvním kole prezidentských voleb v roce 2023 první místo obsadila Danuše Nerudová (65 hlasů), druhé místo obsadil Andrej Babiš (63 hlasů) a třetí místo obsadil Petr Pavel (56 hlasů). Volební účast byla 72,33 %, tj. 217 ze 300 oprávněných voličů. V druhém kole prezidentských voleb v roce 2023 první místo obsadil Petr Pavel (129 hlasů) a druhé místo obsadil Andrej Babiš (84 hlasů). Volební účast byla 70,86 %, tj. 213 ze 302 oprávněných voličů.

## Pamětihodnosti
- Archeologická naleziště (Sedliště, U Gotharda a Turecký kopec)[30]
- Pozůstatky středověké tvrze
- Zvonička v osadě Tři Koroptve
- Stará lípa na rozcestí u osady Tři Koroptve
- Pomník padlých v první světové válce v osadě Dobrá Voda
- Pamětní deska Petra Mladoně v Mladoňovicích odhalená roku 1990[8]
- Expozice Petra Mladoně

## Osobnosti
- Marie Balíková (* 1933), lékařka
- Antonín Chloupek (1884–1960), poslanec
- Lubomír Kabelka (* 1933), novinář
- Josef Nekula (1905–1983), gynekolog
- Petr z Mladoňovic (někdy i Petr Mladoň, okolo 1390 – 1451), spisovatel a kazatel